# Shane Pinto
Shane Pinto (* 12. November 2000 in Franklin Square, New York) ist ein US-amerikanischer Eishockeyspieler, der seit April 2021 bei den Ottawa Senators in der National Hockey League (NHL) unter Vertrag steht. Im NHL Entry Draft 2019 wurde der Center an 32. Position von den Senators ausgewählt. Bei der Weltmeisterschaft 2025 gewann Pinto mit der Nationalmannschaft der Vereinigten Staaten die Goldmedaille.

## Karriere

### Jugend
Shane Pinto wurde in Franklin Square im Bundesstaat New York geboren und spielte dort in seiner Jugend unter anderem für die New York Aviators. Zur Saison 2018/19 wechselte er in die United States Hockey League (USHL), die ranghöchste Juniorenliga des Landes, und lief dort in diesem Jahr für die Lincoln Stars sowie die Tri-City Storm auf. Am Ende der Spielzeit wählte man ihn dabei ins USHL All-Rookie Team. Wenig später wurde er im NHL Entry Draft 2019 an 32. Position von den Ottawa Senators berücksichtigt.
Anschließend schrieb sich Pinto an der University of North Dakota ein und lief fortan für deren „Fighting Hawks“ in der National Collegiate Hockey Conference (NCHC) auf, einer Liga im Spielbetrieb der National Collegiate Athletic Association (NCAA). Als Freshman verzeichnete der Angreifer 28 Scorerpunkte in 33 Partien und wurde daher als Rookie des Jahres ausgezeichnet sowie ins NCHC All-Rookie Team gewählt. Weitaus erfolgreicher gestaltete sich die Folgesaison 2020/21, an deren Ende er mit den Fighting Hawks die Meisterschaft der NCHC gewann. Persönlich ehrte man ihn als besten Spieler, Angreifer und defensiven Stürmer der Liga und berief ihn zudem ins NCHC First All-Star Team. Darüber hinaus gehörte er neben Cole Caufield und Dryden McKay zu den drei Finalisten für den Hobey Baker Memorial Award, der den besten College-Spieler des Landes ehrt und den in der Folge Caufield gewann.

### NHL
Im Anschluss an diese Erfolge unterzeichnete Pinto im April 2021 einen Einstiegsvertrag bei den Ottawa Senators und debütierte wenig später für das Team in der National Hockey League (NHL). Von der folgenden Spielzeit 2021/22 allerdings verpasste er einen Großteil aufgrund einer Schulterverletzung. Zur Saison 2022/23 etablierte sich der US-Amerikaner schließlich im Aufgebot der Senators und wurde dabei im Oktober 2022 als NHL-Rookie des Monats ausgezeichnet. Sein erstes komplettes Spieljahr beendete er mit 35 Punkten aus 82 Einsätzen.
Zu Beginn der neuen Saison im Oktober 2023 allerdings wurde Pinto, zu diesem Zeitpunkt als Restricted Free Agent ohne Vertrag, von der NHL für 41 Partien gesperrt. Grund war ein Verstoß gegen die Sportwetten-Richtlinien der Liga, so hatte Pinto unter anderem über eine dritte Partei Wetten platziert (third-party proxy betting), während zugleich festgehalten wurde, dass er nicht auf NHL-Spiele gewettet hatte. Im Januar kehrte er schließlich zum Team zurück, überzeugte mit 27 Punkten in 41 Einsätzen und erhielt daher im Juli 2024 einen neuen Zweijahresvertrag in der kanadischen Hauptstadt mit einem Gesamtvolumen von 7,5 Millionen US-Dollar.

### International
Pinto vertrat sein Heimatland im Juniorenbereich mit der U20-Nationalmannschaft bei der U20-Weltmeisterschaft 2020 und belegte dort mit dem Team den sechsten Platz. Im Rahmen der Weltmeisterschaft 2024 debütierte er dann für die A-Nationalmannschaft der USA, die das Turnier auf dem fünften Platz beendete. Bei den Welttitelkämpfen 2025 gewann er mit dem US-Team die erste Goldmedaille seit 65 Jahren.

## Erfolge und Auszeichnungen
| - 2019 USHL All-Rookie Team - 2020 NCHC-Rookie des Jahres - 2020 NCHC All-Rookie Team - 2021 Meisterschaft der NCHC mit der University of North Dakota | - 2021 NCHC-Spieler sowie -Angreifer des Jahres - 2021 NCHC First All-Star Team - 2021 Finalist für den Hobey Baker Memorial Award - 2022 NHL-Rookie des Monats Oktober |

### International
- 2025 Goldmedaille bei der Weltmeisterschaft

## Karrierestatistik
Stand: Ende der Saison 2024/25

### International
Vertrat die USA bei:
- U20-Weltmeisterschaft 2020
- Weltmeisterschaft 2024
- Weltmeisterschaft 2025

(Legende zur Spielerstatistik: Sp oder GP = absolvierte Spiele; T oder G = erzielte Tore; V oder A = erzielte Assists; Pkt oder Pts = erzielte Scorerpunkte; SM oder PIM = erhaltene Strafminuten; +/− = Plus/Minus-Bilanz; PP = erzielte Überzahltore; SH = erzielte Unterzahltore; GW = erzielte Siegtore; 1 Play-downs/Relegation; Kursiv: Statistik nicht vollständig)